# Juan II de Borbón

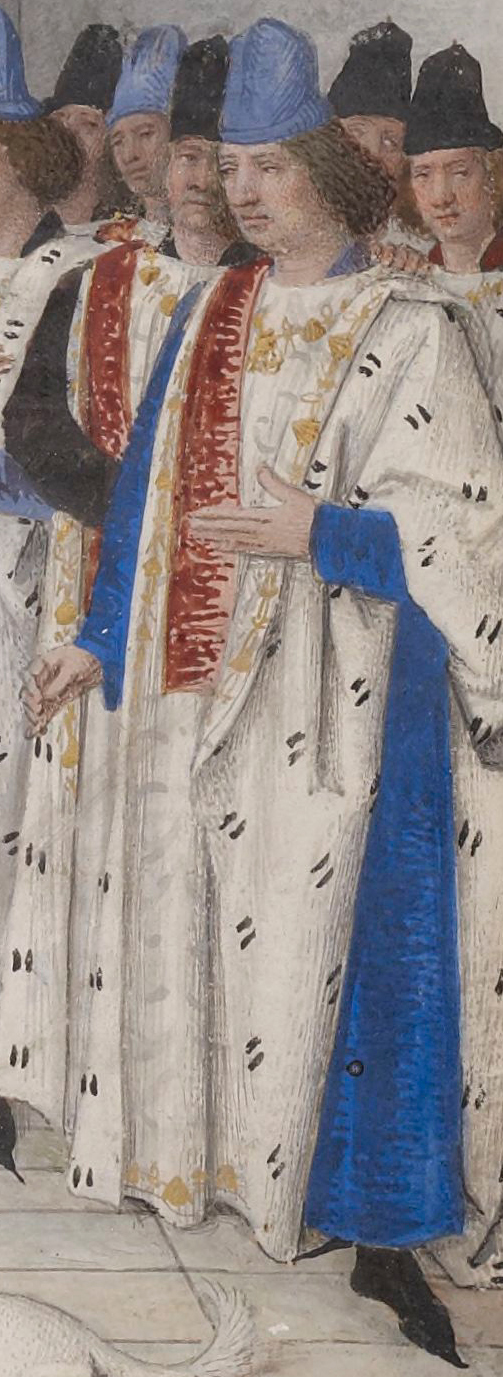
Juan II de Borbón.

Juan de Borbón, (1426 - Moulins (Allier), 1488), noble francés, hijo de Carlos I de Borbón e Inés de Borgoña. A la muerte de éste en 1456 se convirtió en conde de Clermont, conde de Forez, duque de Borbón, duque de Auvernia, desde 1456 hasta su muerte, barón de Roannais y príncipe de Dombes.
De sus matrimonio con María de Valois (hija de Carlos VII), con Catalina de Armagnac y con Juana de Borbón-Vendôme (hija de Juan VIII de Vendôme) no le sobrevivió ningún hijo y su muerte en 1488 convirtió a su hermano en heredero.
| Predecesor: Carlos I de Borbón | Conde de Clermont Conde de Forez Duque de Borbón Duque de Auvernia Barón de Roannais Príncipe de Dombes 1456-1488 | Sucesor: Carlos II de Borbón |

- Datos: Q720024
- Multimedia: John II of Bourbon / Q720024